# Meisterschwanden
Meisterschwanden (schweizertyska: Mäisterschwande) är en ort och kommun vid sjön Hallwilersee i distriktet Lenzburg i kantonen Aargau, Schweiz. Kommunen har 3 267 invånare (2023).